# Vitròla (Boques del Roine)
Vitròla (nom occità) (en francès Vitrolles) és un municipi francès situat al departament de les Boques del Roine i a la regió de Provença – Alps – Costa Blava. L'any 2000 tenia 37.650 habitants.

## Demografia
| Evolució de la població Ehess i INSEE |      |       |       |       |       |       |       |       |
| 1793                                  | 1800 | 1806  | 1821  | 1831  | 1836  | 1841  | 1846  | 1851  |
| 1 045                                 | 972  | 1 058 | 1 209 | 1 244 | 1 124 | 1 128 | 1 213 | 1 200 |

| 1856  | 1861  | 1866  | 1872  | 1876  | 1881  | 1886  | 1891 | 1896 |
| ----- | ----- | ----- | ----- | ----- | ----- | ----- | ---- | ---- |
| 1 176 | 1 148 | 1 339 | 1 256 | 1 082 | 1 010 | 1 007 | 910  | 910  |

| 1901 | 1906 | 1911 | 1921 | 1926 | 1931 | 1936 | 1946  | 1954  |
| ---- | ---- | ---- | ---- | ---- | ---- | ---- | ----- | ----- |
| 892  | 875  | 819  | 794  | 812  | 841  | 819  | 1 293 | 2 523 |

| 1962  | 1968  | 1975   | 1982   | 1990   | 1999   | 2006 | 2011 | 2016 |
| ----- | ----- | ------ | ------ | ------ | ------ | ---- | ---- | ---- |
| 3 366 | 5 050 | 13 413 | 22 725 | 35 397 | 36 739 | -    | -    | -    |

| 2019 | - | - | - | - | - | - | - | - |
| ---- | - | - | - | - | - | - | - | - |
| -    | - | - | - | - | - | - | - | - |

## Llista d'alcaldes de Vitròla
- 1800-1808 : Paul Gueidon
- 1808-1812 : Pierre Joseph Gabriel Bertrand
- 1813-1817 : Louis Barrigue de Monvalon
- 1817-1823 : Jacques Pierre Hilarion Audibert
- 1824-1830 : Louis Martin
- 1830-1831 : Honoré-Étienne Emery
- 1831-1837 : Hyppolite Baret
- 1837-1842 : André Guilhen
- 1842-1844 : Joseph Constant dit Constant le riche
- 1844-1846 : Barthélemy Bontoux
- 1847-1848 : Jean-Étienne Bonsignour
- 1848-1848 : Casimir Berard
- 1848-1850 : Jean-Joseph Audibert
- 1850-1850 : Louis Faren
- 1850-1863 : Honoré Lataud
- 1863-1865 : Jean-Pierre Christophe
- 1865-1867 : Jules Aimard
- 1867-1870 : Jean Antoine Audibert
- 1870-1874 : François Hilaire Touche
- 1874-1878 : Lucien Sauvat
- 1878-1892 : François Hilaire Touche
- 1892-1908 : Vital Rouard
- 1908-1912 : Pierre Gustave Constant
- 1912-1925 : Cyprien Touche
- 1925-1944 : Jules Guibaud
- 1944-1954 : Henri Loubet
- 1954-1966 : Victor Martin
- 1966-1977 : Henri Bremond
- 1977-1983 : Pierre Scelles
- 1983-1997 : Jean-Jacques Anglade
- 1997-2002 : Catherine Mégret
- 2002-2... : Guy Obino

## Galeria

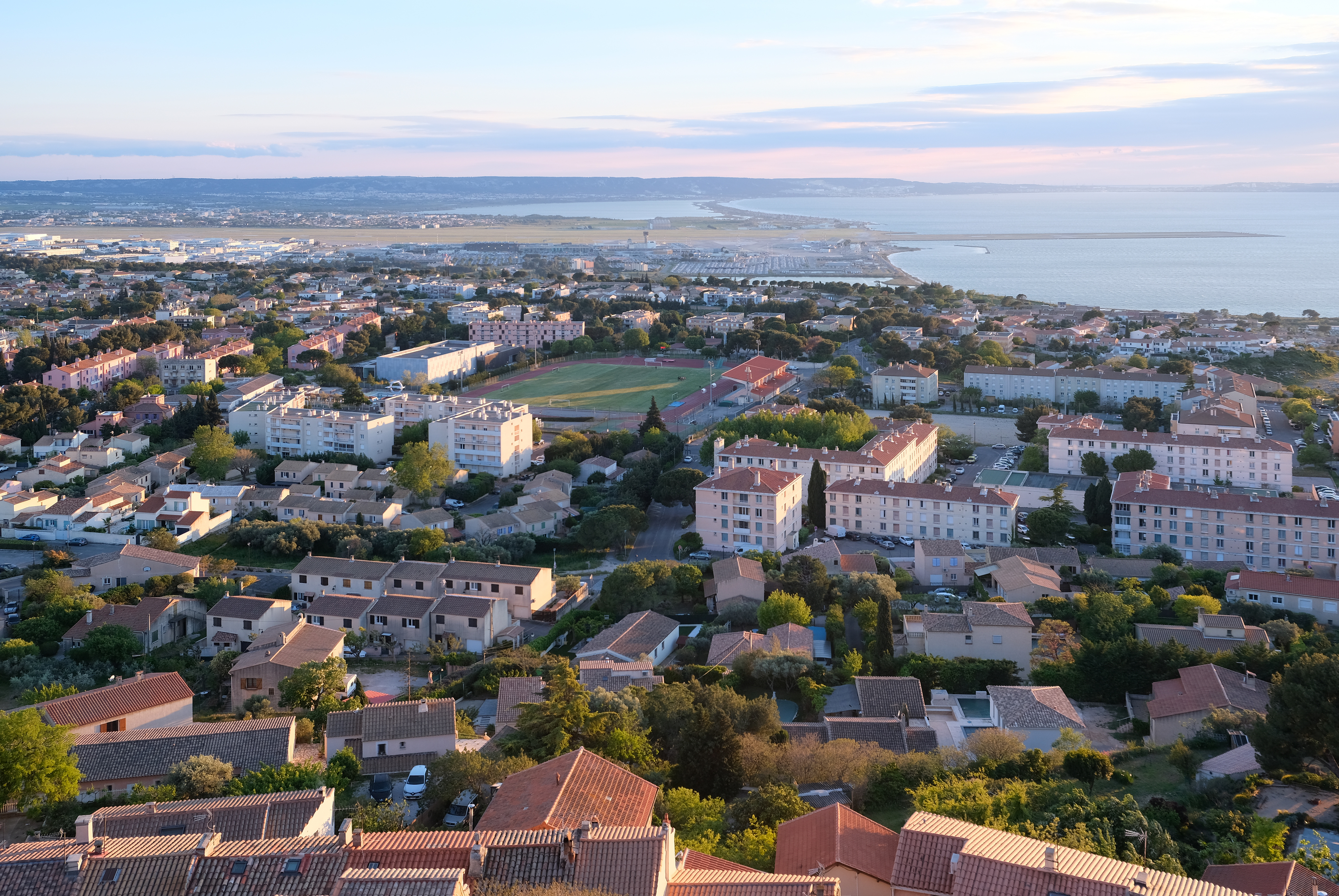
Vista de Vitrolles, amb l'aeroport de Marsella al fons
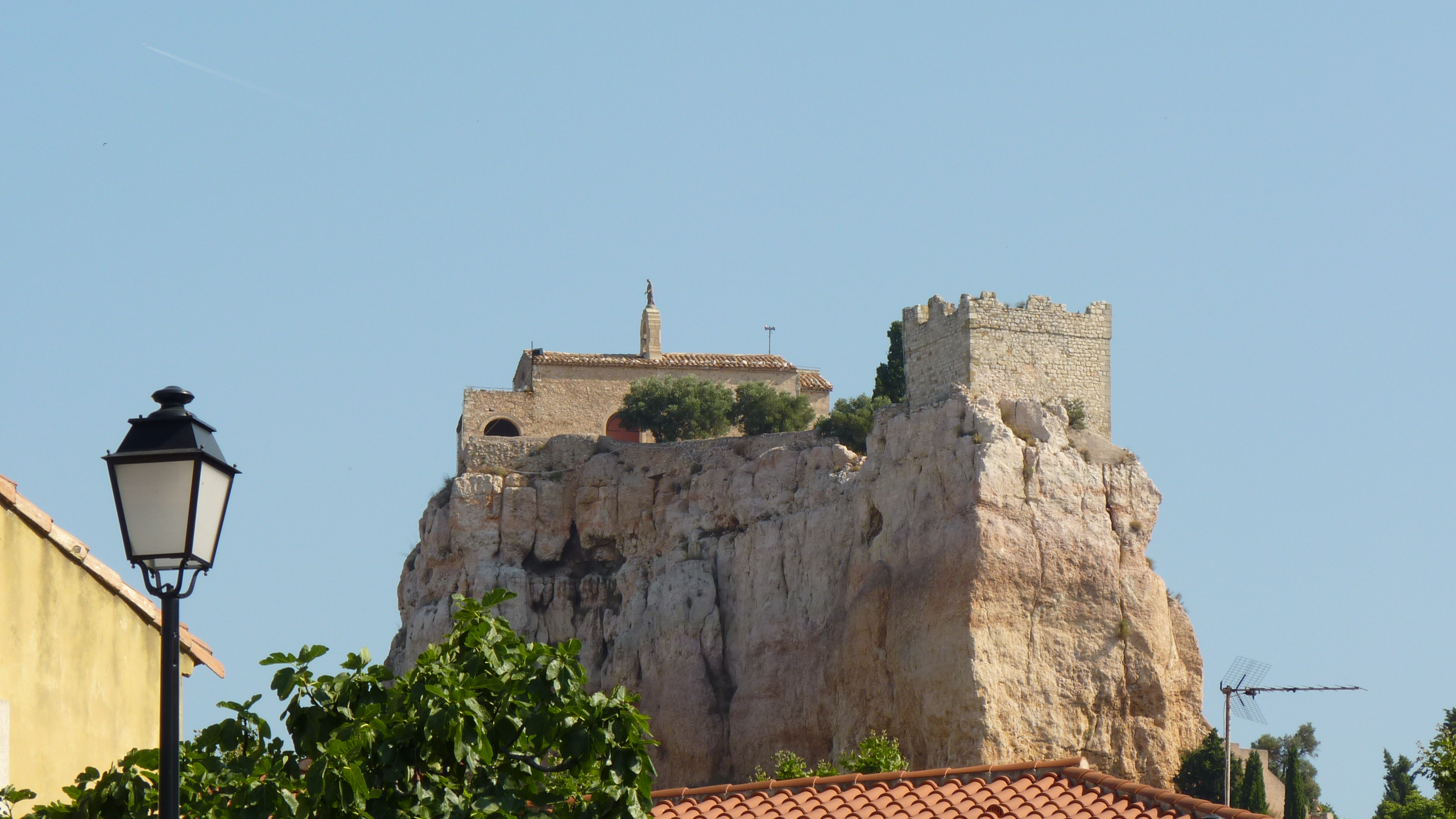
Torre mora
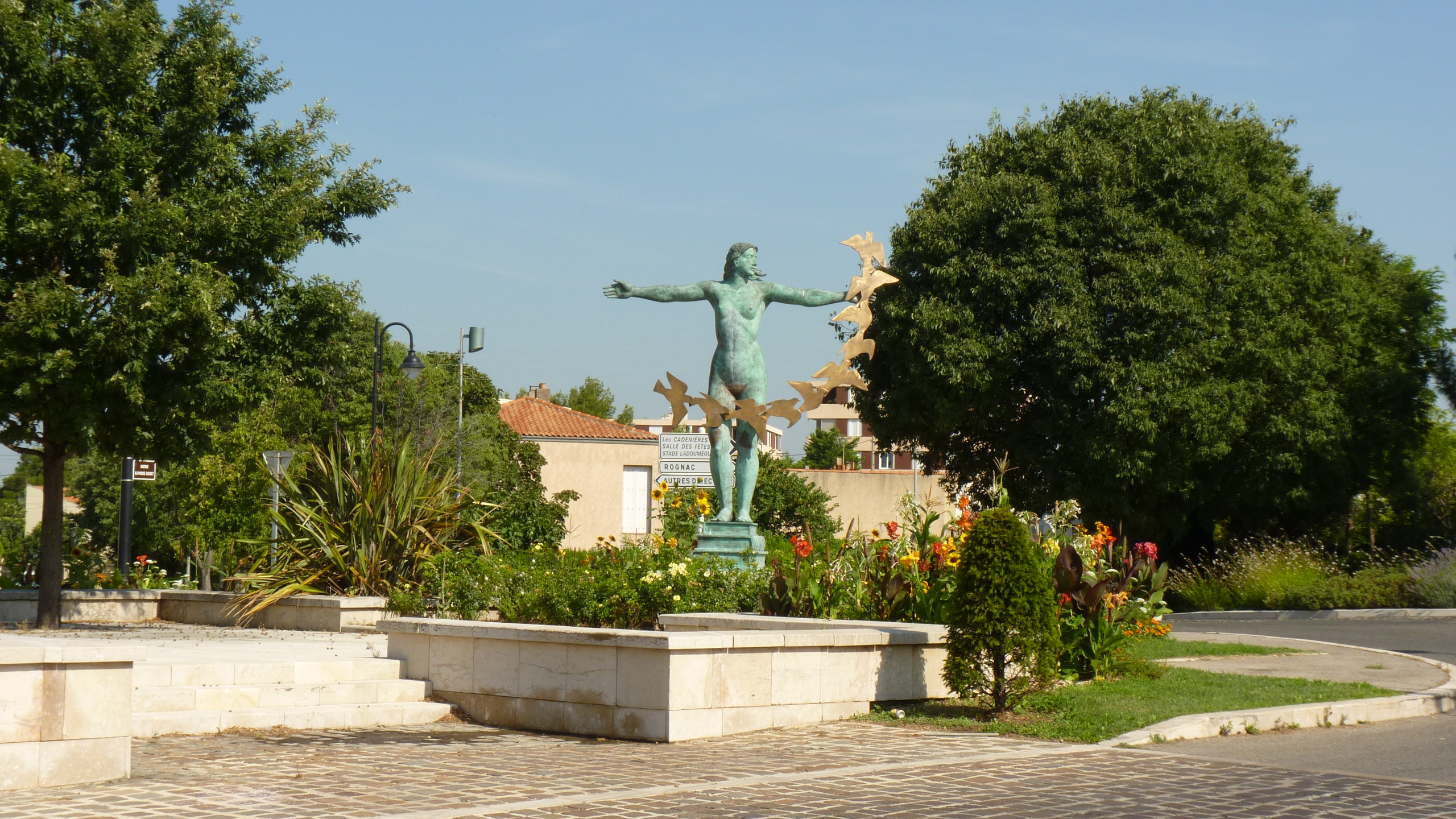
Estàtua commemorativa
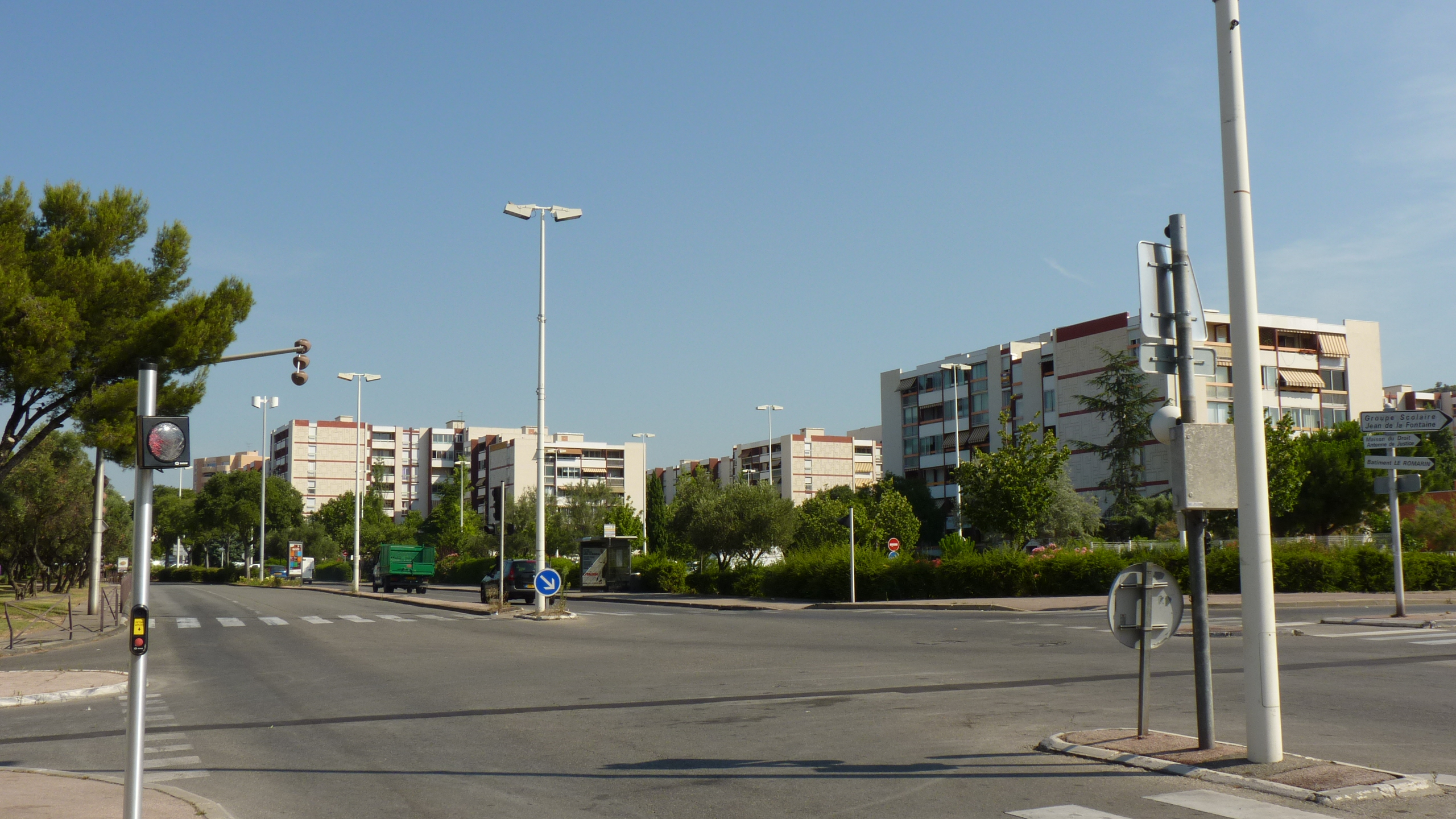
Barri suburbial